# سامي تود
سامي تود (بالإنجليزية: Sammy Todd)‏ (22 سبتمبر 1945 ببلفاست في المملكة المتحدة - ) هو لاعب كرة قدم بريطاني في مركز الدفاع. شارك مع منتخب أيرلندا الشمالية لكرة القدم. أما مع النوادي، فقد لعب مع شيفيلد وينزداي وغلينتوران ونادي بيرنلي ودالاس تورنايدو ونادي مانسفيلد تاون وGreat Harwood Town F.C. ‏.

## وصلات خارجية
- سامي تود على موقع قاعدة بيانات كرة القدم.إي يو (الإنجليزية)